# 홍해용놀이
홍해용놀이는 한국의 민속놀이 중 하나다.
함경북도 해안 지방에는 홍해용에 대한 전설이 전해오고 있다. 바다 속인 용궁 연화당에서 사람이 태어나면 뛰어난 재주와 용기와 한량의 기질을 타고 나게 되어 많은 여성들의 칭송을 받게 된다는 것인데 홍해용은 바로 그 용궁 연화당에서 태어났다. 홍해용은 그가 행하는 일, 그가 다니는 길 모두가 신기하고 변화를 일으키는 능력을 가지고 있다. 그래서 사람들이 5월 단오날에는 용왕제(龍王祭)를 지내서 홍수를 막아 농사가 잘 되고 또 태풍을 막아 어부들이 해난(海難)을 당하는 일이 없도록 용의 형태를 그려 만든 뒤, 몇 사람이 용을 받들어 마치 꿈틀거리며 승천하는 듯한 춤을 추게 하면서 노래를 부르는 것이다.